# Lijst van voetbalinterlands Bolivia - Mexico
Deze lijst van voetbalinterlands is een overzicht van alle officiële voetbalwedstrijden tussen de nationale teams van Bolivia en Mexico. De landen speelden tot op heden dertien keer tegen elkaar, te beginnen met een wedstrijd in de groepsfase van de Copa América 1993 die werd gespeeld op 23 juni 1993 in Portoviejo. Het laatste duel, een vriendschappelijke wedstrijd, vond plaats in Chicago (Verenigde Staten) op 31 mei 2024.

## Wedstrijden
| №  | Plaats        | Datum             | Competitie                   | Wedstrijd        | Uitslag |
| -- | ------------- | ----------------- | ---------------------------- | ---------------- | ------- |
| 1  | Portoviejo    | 23 juni 1993      | Copa América 1993            | Mexico – Bolivia | 0 – 0   |
| 2  | Dallas        | 8 juni 1996       | Vriendschappelijk            | Mexico – Bolivia | 1 – 0   |
| 3  | La Paz        | 25 juni 1997      | Copa América 1997            | Bolivia – Mexico | 3 – 1   |
| 4  | Los Angeles   | 11 maart 1999     | Vriendschappelijk            | Mexico – Bolivia | 2 – 1   |
| 5  | Mexico-Stad   | 29 juli 1999      | FIFA Confederations Cup 1999 | Bolivia – Mexico | 0 – 1   |
| 6  | San Diego     | 27 september 2000 | Vriendschappelijk            | Mexico – Bolivia | 1 – 0   |
| 7  | San Francisco | 16 mei 2002       | Vriendschappelijk            | Bolivia – Mexico | 0 – 1   |
| 8  | Dallas        | 19 maart 2003     | Vriendschappelijk            | Mexico – Bolivia | 2 – 0   |
| 9  | Commerce City | 11 maart 2009     | Vriendschappelijk            | Mexico – Bolivia | 5 – 1   |
| 10 | San Francisco | 24 februari 2010  | Vriendschappelijk            | Mexico – Bolivia | 5 – 0   |
| 11 | Commerce City | 9 september 2014  | Vriendschappelijk            | Bolivia − Mexico | 0 − 1   |
| 12 | Viña del Mar  | 12 juni 2015      | Copa América 2015            | Mexico − Bolivia | 0 − 0   |
| 13 | Chicago       | 31 mei 2024       | Vriendschappelijk            | Mexico − Bolivia | 1 − 0   |

## Samenvatting
| Competitie              | Totaal gespeeld | Winst Bolivia | Gelijk | Winst Mexico | Doelsaldo Bolivia – Mexico |
| ----------------------- | --------------- | ------------- | ------ | ------------ | -------------------------- |
| Copa América            | 3               | 1             | 2      | 0            | 3 – 1                      |
| FIFA Confederations Cup | 1               | 0             | 0      | 1            | 0 – 1                      |
| Vriendschappelijk       | 9               | 0             | 0      | 9            | 2 – 19                     |
| Totaal                  | 13              | 1             | 2      | 10           | 5 – 21                     |

Wedstrijden bepaald door strafschoppen worden, in lijn met de FIFA, als een gelijkspel gerekend.

## Details

### Eerste ontmoeting
| Copa América 1993 (Portoviejo, Ecuador, 23 juni 1993): |              | |
| Mexico | 0 – 0        | Bolivia |
| | goals        | |
| Miguel Mejía Barón | bondscoach   | Xabier Azkargorta |
| Jorge Campos Miguel Herrera Claudio Suárez 46' Juan de Dios Ramírez Perales Ramón Ramírez Ignacio Ambriz David Patiño Luis Flores 67' Alberto García Aspe Hugo Sánchez Luis Roberto Alves | opstellingen | Rubén Darío Rojas Carlos Borja Juan Manuel Peña Marco Sandy Gustavo Quinteros Luis Cristaldo 56' Ramiro Castillo Milton Melgar Julio César Baldivieso Marco Etcheverry 71' Álvaro Peña |
| Raúl Gutiérrez 46' Benjamín Galindo 67' | wissels      | 56' Erwin Sánchez 71' Jaime Moreno |

### Tweede ontmoeting
| Vriendschappelijk (Dallas, Verenigde Staten, 8 juni 1996): |              | |
| Mexico | 1 – 0        | Bolivia |
| Luis García 80' | goals        | |
| Bora Milutinović | bondscoach   | Dušan Drašković |
| Oswaldo Sánchez German Villa Claudio Suárez Duilio Davino David Oteo Rodrigo Lara Manuel Sol Rafael García 86' Alberto García Aspe 75' Enrique Alfaro Luis García | opstellingen | Mauricio Soria Juan Manuel Peña Marco Antonio Sandy Óscar Sánchez Miguel Ángel Rimba Julio César Baldivieso Luis Cristaldo Marco Etcheverry Vladimir Soria Ramiro Castillo 65' Juan Berthy Suárez |
| Francisco Palencia 75' Edson Astivia 86' | wissels      | 65' Milton Coimbra |
| Luis García ??' | gele kaarten | ??' Juan Manuel Peña |

### Derde ontmoeting
| Copa América 1997 (La Paz, Bolivia, 25 juni 1997): |              | |
| Bolivia | 3 – 1        | Mexico |
| Erwin Sánchez 26' Ramiro Castillo 44' Jaime Moreno 75' | goals        | 4' Nicolás Ramírez |
| Antonio López | bondscoach   | Bora Milutinović |
| Carlos Trucco Juan Manuel Peña Marco Sandy Óscar Sánchez Vladimir Soria Sergio Castillo Luis Cristaldo Julio César Baldivieso Erwin Sánchez 59' Ramiro Castillo 73' Marco Etcheverry | opstellingen | Adolfo Ríos Pavel Pardo Claudio Suárez 73' Camilo Romero Joel Sánchez Germán Villa 59' Nicolás Ramírez Rodrigo Lara Paulo César Chávez Luis Hernández 46' Francisco Palencia |
| Jaime Moreno 59' 76' Milton Melgar 73' Mauro Blanco 76' | wissels      | 46' Cuauhtémoc Blanco 59' Rafael García 73' José Manuel Abundis |
| Marco Etcheverry 10' Óscar Sánchez 52' Vladimir Soria 70' Milton Melgar 76' | gele kaarten | 6' Rodrigo Lara |
| Antonio López 34' | rode kaarten | 34' Bora Milutinović 15', 42' Claudio Suárez 74', 75' Joel Sánchez |

### Vierde ontmoeting
| Vriendschappelijk (Los Angeles, Verenigde Staten, 11 maart 1999): |              | |
| Mexico | 2 – 1        | Bolivia |
| Joel Sánchez 54' Joel Sánchez 60' | goals        | 4' Fernando Ochoaizpur |
| Manuel Lapuente | bondscoach   | Ovidio Mezza |
| Adolfo Ríos Miguel Zepeda Claudio Suárez Joel Sánchez Salvador Carmona 78' Pavel Pardo 65' Salvador Cabrera 46' Paulo César Chávez 46' José Manuel Abundis Luis Hernández 87' Cuauhtémoc Blanco | opstellingen | Marco Barrero Iván Castillo Juan Manuel Peña Marco Sandy Óscar Sánchez 81' Sergio Castillo 90' Fernando Ochoaizpur Luis Cristaldo 77' Jaime Moreno Marco Etcheverry Milton Coimbra |
| Ramón Ramírez 46' Alberto García Aspe 46' Rodrigo Lara 65' Rafael García 78' Germán Villa 87'                                                                                                   | wissels      | 77' Juan Berthy Suárez 81' Mauricio Ramos 90' Richard Uriona |
| Raúl Lara ??' Luis Hernandez ??' | gele kaarten | ??' Luis Cristaldo ??' Fernando Ochoaizpur ??' Marco Etcheverry |

### Vijfde ontmoeting
| FIFA Confederations Cup 1999 (Mexico-Stad, Mexico, 29 juli 1999): |              | |
| Mexico | 1 – 0        | Bolivia |
| Francisco Palencia 52' | goals        | |
| Manuel Lapuente | bondscoach   | Héctor Veira |
| Jorge Campos Claudio Suárez Rafael Márquez Germán Villa 65' Ramón Ramírez Cuauhtémoc Blanco Pavel Pardo Luis Hernández 22' Juan Francisco Palencia Salvador Carmona Miguel Zepeda | opstellingen | José Carlos Fernández Ronald Arana Óscar Sánchez Luis Cristaldo Rubén Tufiño 78' Jaime Moreno Erwin Sánchez 66' Martín Menacho 46' Vladimir Soria Iván Castillo Reny Ribera |
| Juan Manuel Abundis 22' Jesús Arellano 65' | wissels      | 46' Limberg Gutiérrez 66' Marco Etcheverry 78' Joaquin Botero |
| Germán Villa 58' Miguel Zepeda 68' Juan Manuel Abundis 80' | gele kaarten | 41' Martín Menacho 60' Erwin Sánchez 80' Rubén Tufiño |

### Zesde ontmoeting
| Vriendschappelijk (San Diego, Verenigde Staten, 27 september 2000):                                                                                           |              | |
| Bolivia | 0 – 1        | Mexico |
| | goals        | 75' Víctor Ruíz |
| Carlos Aragonés | bondscoach   | Enrique Meza |
| Mauricio Soria Sergio Castillo Marco Sandy Juan Carlos Paz Óscar Sánchez Frank Calistro Ronald García Percy Colque José Vaca 79' Milton Coimbra 74' Líder Paz | opstellingen | 46' Jorge Campos Claudio Suárez 72' Pavel Pardo Duilio Davino Omar Blanco 46' Ramón Ramírez Víctor Ruíz Germán Villa 46' Francisco Palencia Daniel Osorno Jared Borguetti |
| Carlos Cárdenas 74' Raúl Gutiérrez 79' | wissels      | 46' Óscar Pérez 46' Eduardo Isella 46' 49' Jesús Arellano 49' Miguel Zepeda 72' Javier Lozano                                                                             |
| Ronald García ??' Líder Paz ??' Percy Colque ??' | gele kaarten | ??' Pavel Pardo ??' Víctor Ruíz |

### Zevende ontmoeting
| Vriendschappelijk (San Francisco, Verenigde Staten, 16 mei 2002): |              | |
| Mexico | 1 – 0        | Bolivia |
| Francisco Palencia 47' | goals        | |
| Javier Aguirre | bondscoach   | Carlos Trucco |
| Oscar Pérez 72' Salvador Carmona 57' Rafael Márquez Melvin Brown Manuel Vidrio 68' Rafael García 57' Gerardo Torrado Gabriel Caballero Braulio Luna 57' Luis Hernández 46' Jared Borgetti 46' | opstellingen | Carlos Arias Miguel Ángel Hoyos Eduardo Jiguchi Oscar Sánchez Percy Colque Raúl Gutiérrez 43' Edgar Olivares Diego Bengolea 46' Gonzalo Galindo 82' Limberg Gutiérrez 46' Augusto Andaveris |
| Francisco Palencia 46' Cuauhtémoc Blanco 46' Alberto Rodríguez 57' Alberto García Aspe 57' Ramón Morales 57' Sigifredo Mercado 68' Oswaldo Sánchez 72'                                        | wissels      | 43' Líder Paz 46' Rubén Tufiño 82' Javier Guzmán 76' José Alfredo Castillo |
| Gerardo Torrado 24' Francisco Palencia 73' Alberto Rodríguez 79' | gele kaarten | 31' Augusto Andaveris 55' Rubén Tufiño 72' Limberg Gutiérrez |
| - Laatste wedstrijd van Bolivia onder leiding van Carlos Trucco. |              | |

### Achtste ontmoeting
| Vriendschappelijk (Dallas, Verenigde Staten, 19 maart 2003): |              | |
| Mexico | 2 – 0        | Bolivia |
| Pavel Pardo 27' Jesús Olalde 72' | goals        | |
| Ricardo Lavolpe | bondscoach   | Walter Roque |
| Adolfo Ríos Salvador Carmona Duilio Davino Omar Briceño Octavio Valdez Luis Pérez 70' Pavel Pardo José Antonio Castro 46' Ramón Morales 46' Omar Bravo 46' Jared Borgetti | opstellingen | Hugo Suárez Wilson Escalante Ronald Arana Ronald Raldés 46' Johnny Nay 80' Raúl Gutiérrez Lorgio Álvarez Richard Rojas 46' Diego Bengolea Roger Suárez José Alfredo Castillo |
| Héctor Altamirano 46' Christian Patiño 46' Jesús Olalde 46' Fernando Arce 70'                                                                                             | wissels      | 46' Joselito Vaca 46' Gualberto Mojica 80' Carlos Suárez |
| | gele kaarten | 79' Richard Rojas |

### Negende ontmoeting
| Vriendschappelijk (Commerce City, Verenigde Staten, 11 maart 2009): |              | |
| Mexico | 5 – 1        | Bolivia |
| Vicente Vuoso 24' Leandro Augusto 32' Vicente Vuoso 58' Sergio Santana 71' (pen.) José María Cárdenas 84'                                                                              | goals        | 68' Didi Torrico |
| Sven-Göran Eriksson | bondscoach   | Erwin Sánchez |
| Guillermo Ochoa Óscar Rojas Fausto Pinto 72' Julio Domínguez 46' Leobardo López Gerardo Torrado Israel Martínez Leandro Augusto 46' Fernando Arce 46' Vicente Vuoso 61' Omar Bravo 61' | opstellingen | Carlos Arias Edemir Rodríguez 33' Luis Ribeiro Juan Manuel Peña Miguel Hoyos Ignacio García 61' Joselito Vaca 75' Leonel Reyes 46' Walter Flores Alex Da Rosa 46' José Castillo |
| César Villaluz 46' Hugo Ayala 46' Luis Pérez 46' Zinha 61' Sergio Santana 61' José María Cárdenas 72'                                                                                  | wissels      | 33' Santos Amador 46' Lorgio Álvarez 46' Joaquín Botero 61' Didi Torrico 75' Jaime Robles                                                                                       |
| Vicente Vuoso 39' | gele kaarten | 16' Ignacio García 21' Edemir Rodríguez 25' Walter Flores 36' Santos Amador |
| | rode kaarten | 30' Juan Manuel Peña |

### Tiende ontmoeting
| Vriendschappelijk (San Francisco, Verenigde Staten, 24 februari 2010): |              | |
| Mexico | 5 – 0        | Bolivia |
| Pablo Barrera 2' Javier Hernández 12' Braulio Luna 18' Javier Hernández 20' Paul Aguilar 52'                                                                                                | goals        | |
| Javier Aguirre | bondscoach   | Eduardo Villegas |
| Jonathan Orozco Hugo Ayala Paul Aguilar 69' Jorge Torres Nilo Jonny Magallón Gerardo Torrado Luis Noriega 55' Braulio Luna 60' Javier Hernández 46' Cuauhtémoc Blanco 46' Pablo Barrera 46' | opstellingen | 65' Daniel Vaca Santos Amador Edemir Rodríguez Ronald Eguino Marvin Bejarano 65' Rolando Ribera 46' Edgar Olivares 22' Helmut Gutiérrez Samuel Galindo Walter Veizaga Gilbert Álvarez |
| Aldo de Nigris 46' Ángel Reyna 46' Alberto Medina 46' Efraín Juárez 55' Óscar Rojas 60' Israel Castro 69'                                                                                   | wissels      | 22' Nicolás Suárez 46' Augusto Andaveris 65' Jair Torrico 65' Carlos Lampe |
| Paul Aguilar 16' | gele kaarten | 43' Santos Amador |
| - Debuut van keepers Daniel Vaca en Carlos Lampe voor Bolivia. |              | |

### Elfde ontmoeting
| Vriendschappelijk (Commerce City, Verenigde Staten, 9 september 2014): |              | |
| Bolivia | 0 – 1        | Mexico |
| | goals        | 18' Miguel Layún |
| Xabier Azkargorta | bondscoach   | Miguel Herrera |
| Daniel Vaca Ronald Raldés Alejandro Meleán 46' Ronald Eguino Marvin Bejarano José Chávez Rudy Cardozo 46' Danny Bejarano 46' Carlos Saucedo 64' Leandro Maygua 76' Daniel Chávez 46' | opstellingen | Moisés Muñoz Luis Venegas Hiram Mier 84' Hugo Ayala 83' Antonio Ríos Miguel Layún 67' Marco Fabián 74' Javier Aquino Erick Torres 78' Rodolfo Pizarro 61' Javier Orozco |
| Ramiro Ballivián 46' Gualberto Mojica 46' Damir Miranda 46' Alejandro Chumacero 46' Rodrigo Ramallo 64' Mario Ovando 76'                                                             | wissels      | 61' Oribe Peralta 67' Andrés Guardado 74' Héctor Herrera 78' Paul Aguilar 84' Oswaldo Alanís 83' Miguel Ponce                                                           |
| Alejandro Meleán 13' Damir Miranda 84' | gele kaarten | 43' Santos Amador |
| Ramiro Ballivián 90' | rode kaarten | |

FBF · A-internationals · Selecties · Bondscoaches · Statistieken · Boliviaans vrouwenelftal · Olympisch elftal · Bolivia U21 · Bolivia U20 · Bolivia U19 · Bolivia U18 · Bolivia U17
1926–1949 · 
1950–1959 · 
1960–1969 · 
1970–1979 · 
1980–1989 · 
1990–1999 · 
2000–2009 · 
2010–2019 ·
2020−2029
CC 1999
WK 1930 · 
WK 1950 · 
WK 1994
1926 · 
1927 · 
1927 · 1928 · 1929 · 
1930 · 
1931 · 1932 · 1933 · 1934 · 1935 · 1936 · 1937 · 
1938 · 
1939 · 1940 · 1941 · 1942 · 1943 · 1944 · 
1945 · 
1946 · 
1947 · 
1948 · 
1949 · 
1950 · 
1951 · 1952 · 
1953 · 
1954 · 1955 · 1956 · 
1957 · 
1958 · 
1959 · 
1960 · 
1961 · 
1962 · 
1963 · 
1964 · 
1965 · 
1966 · 
1967 · 
1968 · 
1969 · 
1970 · 
1971 · 
1972 · 
1973 · 
1974 · 
1975 · 
1976 · 
1977 · 
1978 · 
1979 · 
1980 · 
1981 · 
1982 · 
1983 · 
1984 · 
1985 · 
1986 · 
1987 · 
1988 · 
1989 · 
1990 · 
1991 · 
1992 · 
1993 · 
1994 · 
1995 · 
1996 · 
1997 · 
1998 · 
1999 · 
2000 · 
2001 · 
2002 · 
2003 · 
2004 · 
2005 · 
2006 · 
2007 · 
2008 · 
2009 · 
2010 ·
2011 · 
2012 · 
2013 · 
2014 · 
2015 · 
2016 ·
2017 ·
2018 ·
2019 ·
2020 ·
2021 ·
2022 ·
2023 ·
2024
Algerije ·
Andorra ·
Argentinië ·
Brazilië ·
Bulgarije · 
Chili ·
Colombia ·
Costa Rica ·
Cuba ·
Curaçao ·
DDR ·
Duitsland ·
Ecuador ·
Egypte ·
El Salvador ·
Finland ·
Frankrijk ·
Griekenland ·
Guatemala ·
Guyana ·
Haïti ·
Honduras ·
Hongarije ·
Ierland ·
IJsland ·
Irak ·
Iran ·
Jamaica ·
Japan ·
Joegoslavië ·
Kameroen ·
Letland ·
Mexico ·
Myanmar ·
Nicaragua ·
Noord-Korea ·
Oezbekistan ·
Panama ·
Paraguay ·
Peru ·
Polen ·
Portugal ·
Roemenië ·
Rusland ·
Saoedi-Arabië ·
Senegal ·
Servië ·
Slowakije ·
Spanje ·
Trinidad en Tobago ·
Tsjecho-Slowakije ·
Uruguay ·
Venezuela ·
Verenigde Arabische Emiraten ·
Verenigde Staten ·
Zuid-Afrika ·
Zuid-Korea ·
Zwitserland
FMF · A-internationals · Selecties · Bondscoaches · Statistieken · Mexicaans vrouwenelftal · Olympisch elftal · Mexico U21 · Mexico U20 · Mexico U19 · Mexico U18 · Mexico U17
1920 – 1949 ·
1950 – 1969 ·
1970 – 1979 ·
1980 – 1989 ·
1990 – 1999 ·
2000 – 2009 ·
2010 – 2019 ·
2020 – 2029
Copa América 1993 ·
Copa América 1995 ·
Copa América 1997 ·
Copa América 1999 ·
Copa América 2001 ·
Copa América 2004 ·
Copa América 2007 ·
Copa América 2011 ·
Copa América 2015 · 
Copa América 2016
WK 1930 ·
WK 1950 ·
WK 1954 ·
WK 1958 ·
WK 1962 ·
WK 1966 ·
WK 1970 ·
WK 1978 ·
WK 1986 ·
WK 1994 ·
WK 1998 ·
WK 2002 ·
WK 2006 ·
WK 2010 ·
WK 2014 · 
WK 2018
OS 1928 ·
OS 1948 ·
OS 1964 ·
OS 1968 ·
OS 1972 ·
OS 1976 ·
OS 1992 ·
OS 1996 ·
OS 2004 ·
OS 2012 ·
OS 2016 ·
OS 2020
1923 ·
1924–1927 ·
1928 ·
1929 ·
1930 ·
1931–1933 ·
1934 ·
1935 ·
1936 ·
1937 ·
1938 ·
1939–1946 ·
1947 ·
1948 ·
1949 ·
1950 ·
1951 ·
1952 ·
1953 ·
1954 ·
1955 ·
1956 ·
1957 ·
1958 ·
1959 ·
1960 ·
1961 ·
1962 ·
1963 ·
1964 ·
1965 ·
1966 ·
1967 ·
1968 ·
1969 ·
1970 · 
1971 · 
1972 · 
1973 · 
1974 · 
1975 · 
1976 · 
1977 · 
1978 · 
1979 · 
1980 · 
1981 · 
1982 · 
1983 · 
1984 · 
1985 · 
1986 · 
1987 · 
1988 · 
1989 · 
1990 · 
1991 · 
1992 · 
1993 · 
1994 · 
1995 · 
1996 · 
1997 · 
1998 · 
1999 · 
2000 · 
2001 · 
2002 · 
2003 · 
2004 · 
2005 · 
2006 · 
2007 · 
2008 · 
2009 · 
2010 · 
2011 · 
2012 · 
2013 · 
2014 · 
2015 · 
2016 ·
2017 ·
2018 ·
2019 ·
2020 ·
2021 ·
2022 ·
2023
Albanië ·
Algerije ·
Angola ·
Argentinië ·
Australië ·
België ·
Belize ·
Bermuda ·
Bolivia ·
Bosnië en Herzegovina ·
Brazilië ·
Bulgarije ·
Canada ·
Chili ·
China ·
Colombia ·
Congo-Kinshasa ·
Costa Rica ·
Cuba ·
Curaçao ·
DDR ·
Denemarken ·
Dominica ·
Duitsland ·
Ecuador ·
Egypte ·
El Salvador ·
Engeland ·
Estland ·
Fiji ·
Finland ·
Frankrijk ·
Gambia ·
Ghana ·
Griekenland ·
Guatemala ·
Guyana ·
Haïti ·
Honduras ·
Hongarije ·
Ierland ·
IJsland ·
Irak ·
Iran ·
Israël ·
Italië ·
Ivoorkust ·
Jamaica ·
Japan ·
Joegoslavië ·
Kameroen ·
Kroatië ·
Liberia ·
Luxemburg ·
Marokko ·
Martinique ·
Nederland ·
Nederlandse Antillen ·
Nicaragua ·
Nieuw-Zeeland ·
Nigeria ·
Noord-Ierland ·
Noord-Korea ·
Noorwegen ·
Oekraïne ·
Oezbekistan ·
Panama ·
Paraguay ·
Peru ·
Polen ·
Portugal ·
Qatar ·
Roemenië ·
Rusland ·
Saint Kitts en Nevis ·
Saint Vincent en de Grenadines ·
Saoedi-Arabië ·
Schotland ·
Senegal ·
Servië ·
Slovenië ·
Slowakije ·
Sovjet-Unie ·
Spanje ·
Suriname ·
Trinidad en Tobago ·
Tsjechië ·
Tsjecho-Slowakije ·
Tunesië ·
Uruguay ·
Venezuela ·
Verenigde Staten ·
Wales ·
Wit-Rusland ·
Zuid-Afrika ·
Zuid-Korea ·
Zweden ·
Zwitserland
Angola (2006) ·
Argentinië (2006) ·
Brazilië (1999) ·
Brazilië (2014) ·
Brazilië (2018) ·
Duitsland (2018) ·
Frankrijk (2010) ·
Iran (2006) ·
Kameroen (2014) ·
Kroatië (2014) ·
Nederland (2014) ·
Portugal (2006) ·
Uruguay (2010) ·
Zuid-Afrika (2010) ·
Zuid-Korea (2018) ·
Zweden (2018)